# Donje Stative
Donje Stative is een plaats in de gemeente Netretić in de Kroatische provincie Karlovac. De plaats telt 233 inwoners (2001).